# Neftegorsk (Oblast' di Sachalin)
Neftegorsk (in russo Нефтего́рск?), prima conosciuta come Vostok (Восто́к), è una città fantasma nell'Oblast' di Sachalin in Russia.

## Storia
La città fu eretta nel 1963. Era un insediamento urbano economicamente dipendente dall'estrazione del petrolio. Il ministro delle costruzioni Yefim Basin decise di non ricostruirlo dopo la sua distruzione.

## Distruzione
Il maggio 28 del 1995 venne devastato da un terremoto di magnitudo 7.6 sulla scala Richter, che uccise 2.040 persone su una popolazione complessiva di 3.197. Quasi tutte le abitazioni subirono notevoli danni e molte crollarono, perché costruite con cemento di bassa qualità e non ideate per resistere a un sisma. La città fu rasa al suolo e venne deciso di non ricostruirla, invece fu eretto un memoriale. I sopravvissuti vennero ricollocati a Ocha, a Južno-Sachalinsk e Nogliki.